# 圣索菲亚 (意大利)
圣索菲亚（義大利語：Santa Sofia）是意大利艾米利亚-罗马涅大区弗利-切塞纳省的一个市镇，总面积148.56平方公里，人口4,269人，人口密度28.7人/平方公里（2009年）。ISTAT代码为040043。